# Pieter Willem Botha
Pieter Willem Botha (wym. [ˈpitəɹ ˈvələm ˈbʊə̯tɑ]; ur. 12 stycznia 1916 w Paul Roux, zm. 31 października 2006 w Wilderness) – południowoafrykański polityk, premier RPA w latach 1978–1984, prezydent RPA w latach 1984–1989, a także szef Partii Narodowej (1978–1989). Zwano go powszechnie Groot Krokodil lub Piet Wapen.

## Życiorys
Urodził się w afrykanerskiej rodzinie, jego ojciec uczestniczył w II wojnie burskiej, a matka była więźniarką brytyjskich obozów koncentracyjnych. Dorastał na farmie Telegraaf niedaleko Paul Roux w Oranii. Ukończył szkołę średnią w Bethlehem. W latach 1932–1935 studiował prawo na Grey University College w Bloemfontein, studiów jednak nie ukończył.
W młodości zaangażował się w działalność polityczną, związał się z Partią Narodową. Był działaczem skrajnie nacjonalistycznej organizacji Ossewabrandwag, później jednak odciął się od organizacji. Podczas II wojny światowej wyrażał sympatię dla nazistów, przez co groziło mu internowanie. W 1943 roku wziął ślub z Anną Elizabeth Rossouw (zm. 1997), para miała piątkę dzieci.
W 1948 został wybrany do parlamentu z ramienia Partii Narodowej w okręgu George. W październiku 1958 roku został wiceministrem spraw wewnętrznych w rządzie Hendrika Frenscha Verwoerda, pełnił także funkcję ministra rozwoju i ministra ds. ludności kolorowej, ministra infrastruktury oraz ministra obrony w gabinecie Balthazara Johannesa Vorstera. W 1978 objął stanowisko premiera po rezygnacji B.J. Vorstera. Za jego rządów rozpoczęła się powolna erozja systemu apartheidu, spowodowana wzrastającą aktywnością organizacji czarnej ludności oraz presją opinii międzynarodowej. 
W 1983 z jego inicjatywy przeprowadzono (zgodnie z obowiązującym wówczas prawem tylko wśród białej ludności) referendum dotyczące wprowadzenia nowej konstytucji. Miała ona zlikwidować stanowisko premiera, a jego prerogatywy przekazać prezydentowi i tym samym znacznie wzmocnić jego pozycję. Tworzyła ona również trójizbowy parlament – z jedną izbą dla Azjatów (ang. House of Delegates), jedną dla przedstawicieli ludności kolorowej (ang. House of Representatives) oraz dla ludności białej (ang. House of Assembly). Zmiany zostały zaakceptowane i tym samym Botha w 1984 stał się prezydentem kraju. Przez pięć lat rządów, utrzymując białą mniejszość u steru władzy, zaczął powoli demontować ustawodawstwo sankcjonujące segregację rasową. Zezwolono na małżeństwa pomiędzy przedstawicielami różnych ras oraz złagodzono obostrzenia dotyczące zamieszkiwania i pracy ludności różnych ras w konkretnych strefach obszarów miejskich. Rząd Bothy nawiązał również kontakt z centralą ANC i rozpoczął negocjacje z Nelsonem Mandelą. Mimo to, w 1986 wprowadzono stan wyjątkowy na obszarze całego kraju, tłumiono ruch przeciwko apartheidowi, jego działaczy torturowano i skazywano na długoletnie kary więzienia. 
W wyniku nacisku światowych przywódców na wycofanie się z Namibii oraz udaru mózgu Botha zrezygnował z funkcji przewodniczącego Partii Narodowej, którą objął Frederik Willem de Klerk. Po serii tarć z nowym kierownictwem partii Botha zrezygnował w 1989 ze stanowiska prezydenta. Nie stawiał się na wezwania Komisji Prawdy i Pojednania, mimo iż ta stawiała mu ciężkie zarzuty. W 1998 roku wziął ślub z Barbarą Robertson.